# Липунов, Василий Георгиевич
Василий Георгиевич Липунов (22 февраля 1918, Староджерелиевская — 29 сентября 1972, Славянск-на-Кубани, Краснодарский край) — участник Великой Отечественной войны, командир отделения разведки 3-го дивизиона 128-го артиллерийского полка (57-я гвардии стрелковая дивизия, 8-я гвардейская армия, 3-й Украинский фронт), гвардии сержант. Полный кавалер ордена Славы.

## Биография
Родился 22 февраля 1918 года в станице Староджерелиевская, ныне Красноармейского района Краснодарского края, в семье казака. Русский.Окончил 8 классов. Работал в колхозе.
В Красную Армию призван в 1939 году. Первый год службы, как казак,  проходил в 5 кавалерийском полку 9 кавалерийской дивизии, где окончил полковую школу.
В 1940 году был откомандирован в Брониковскую авиацию, где работал зав. складом (впоследствии эта школа переехала в Сталинское авиаучилище) В апреле 1941 года по сокращению обслуживающего персонала училища он был переведен в 457 стрелковый полк северо - кавказского ВО. В мае его часть, выехала на Всесоюзные манёвры. Василий Георгиевич назначен начальником караула по охране военных складов.
В боях Великой Отечественной войны — с июня 1941 года.
Командир отделения разведки 3-го дивизиона 128-го артиллерийского полка гвардии сержант Василий Липунов 19 февраля 1944 года, корректируя огонь батареи в районе населённого пункта Большая Костромка (в 48 км западнее города Никополь Днепропетрской области), обнаружил и уничтожил двух фашистских снайперов и расчеты двух пулемётов.
15 января 1945 года в районе Шиттих — Легензув (в 21 км юго-восточнее населенного пункта Бялобжеги, Польша), находясь в боевых порядках пехоты, вместе с группой воинов атаковал противника, сразил около 10 гитлеровцев. 14 апреля Липунов при расширении плацдарма на левом берегу реки Одер в районе населенных пунктов Ной-Тухебанд, Зелов и Вейнберг (в 8 км западнее города Кюстрин — ныне Костшин, Польша) корректировал огонь батарей дивизиона. Были подавлены миномётная батарея и 14 пулемётов. 16 апреля при отражении контратаки из личного оружия поразил до 10 вражеских солдат. Был ранен, но продолжал выполнять боевую задачу.
Член ВКП(б)/КПСС с 1945 года. После демобилизации в 1946 году — жил в г. Славянск-на-Кубани. Трудился в колхозе.
Умер 29 сентября 1972 года.

## Награды
- орден Красной Звезды
- Орден Славы I степени (15.05.1946)[2]
- Орден Славы II степени (21.02.1945)
- Орден Славы III степени (25.02.1944)
- Медаль «За боевые заслуги»
- Медаль «За взятие Берлина»[3]
- Медаль «В ознаменование 100-летия со дня рождения Владимира Ильича Ленина» (6 апреля 1970)
- Медаль «За победу над Германией в Великой Отечественной войне 1941—1945 гг.» (9 мая 1945[4])
- Юбилейная медаль «Двадцать лет Победы в Великой Отечественной войне 1941—1945 гг.» (7 мая 1965[5])
- Медаль «30 лет Советской Армии и Флота».[6]
- Юбилейная медаль «40 лет Вооружённых Сил СССР»[7]
- Юбилейная медаль «50 лет Вооружённых Сил СССР» (26 декабря 1967[8])
- Знак «Гвардия»
- Знак МО СССР «25 лет Победы в Великой Отечественной войне» (24 апреля 1970[1])